# Fiskars
Fiskars Group (Fiskars Oyj Abp) je finská společnost založená roku 1649 ve vesnici Fiskars (dnes součást města Raseborg) v jižním Finsku, cca 100 km od hlavního města Helsinky. Nejznámějšími výrobky firmy jsou nůžky a sekery. Je to nejstarší od založení stále fungující firma ve Finsku.

## Historie
Činnost společnosti Fiskars byla zahájena roku 1649, kdy nizozemský obchodník Peter Thorwöste založil vysokou pec a kovárnu ve finské vesnici Fiskars. Firma od počátku vyráběla produkty pro malé spotřebitele, průmysl a zemědělství – hřebíky, dráty, motyky a obruče kol z kovaného železa.
Od roku 1832 vyráběl Fiskars jako první ve Finsku příbory a nůžky. Tak, jak postupoval průmyslový rozmach v Evropě, Fiskars se z poměrně malé manufaktury měnil ve velký průmyslový závod, který se proslavil svými ocelářskými výrobky po celé Evropě.
Ve 30. letech 20. století dosáhla vrcholu produkce pluhů, bylo jich vyrobeno více než milion kusů.
S rozvojem firmy souviselo i rozšiřování škály výrobků: (různé parní stroje, lokomotivy, motory, pružiny, svícny a další). Fiskars byl též jedním z prvních výrobců mikrovlnných trub v Evropě. Fiskars je registrován a obchodován na burze Helsinki Stock Exchange od roku 1915. Po první továrně v USA v roce 1977 Fiskars otevřel řadu dalších závodů v dalších zemích a postupně získával další firmy a značky jako Iittala Group , French Leborgne (prodal v roce 2019), Royal Copenhagen A/S, Waterford Wedgwood (WWRD).

## Současné výrobky

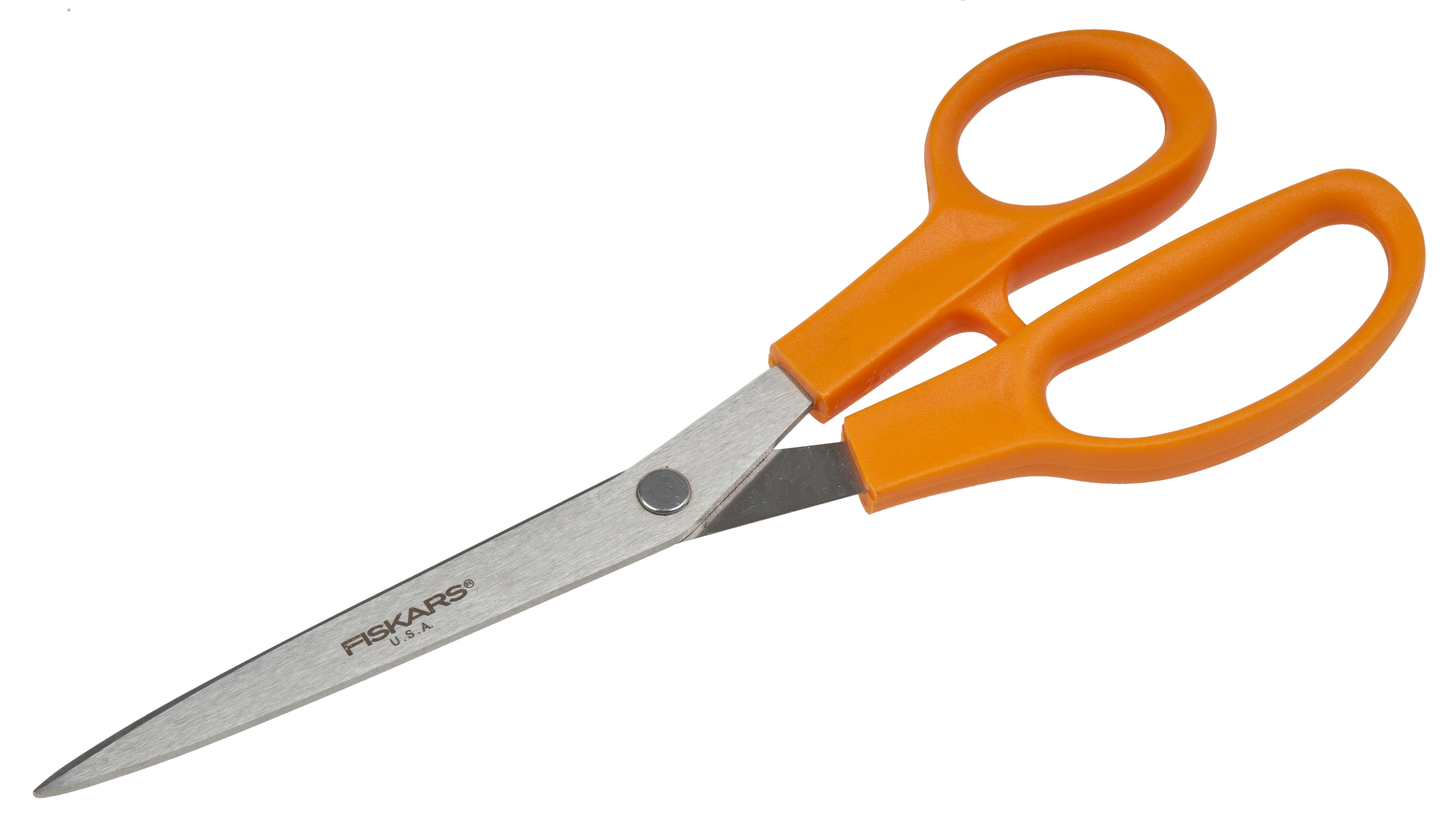
Ikonické nůžky s oranžovou rukojetí, vyráběné již od roku 1967, prodáno přes miliardu kusů

V současné době společnost Fiskars dodává na český trh výrobky pro zahradu, kuchyň a dílnu: nůžky, nástroje pro údržbu zahrady, sekery, pily, motyky, nože, pánve, hrnce, příbory a další kuchyňské doplňky. Na některé řady výrobků je poskytovaná nadstandardní záruka 5, 10 nebo 25 let (např. řady PowerGear™ X a Xact™).
Výrobky firmy Gerber, patřící do Fiskars Group, jsou oblíbené pro outdoorové použití (polní lopatky, nože).